# Стадников, Георгий Леонтьевич
Гео́ргий Лео́нтьевич Ста́дников (1880—1973) — советский химик. Основные труды в области органической химии и углехимии. Установил природу сапропелитов. Совместно с Зелинским в 1906 открыл реакцию получения альфа-аминокислот. Сделал большой вклад в органическую теорию происхождения угля и нефти. Был репрессирован, в 1938—1955 находился в заключении.

## Биография
Родился 4 (16) января 1880 года в селе Вязовок (Павлоградский уезд Российская империя), в большой семье купца 2-й гильдии Стадникова Леонтия, был одиннадцатым сыном.
Учился в земской школе (до 1890), Павлоградской гимназии (1898), а в 1904 окончил Московский университет. Работал лаборантом, с 1910 года — приват-доцентом, а в 1913 году стал профессором Новороссийского университета (ныне — Одесский национальный университет имени И. И. Мечникова) в Одессе.
В 1909 году, будучи лаборантом, за работы по аминокислотам получил премию имени Бутлерова.
Работал в Институте имени Карпова (с 1920), в Институте торфа (с 1926), в Институте горючих ископаемых АН СССР (с 1935).
С 1928 года — профессор Московской горной академии, заведующий кафедрой химии и технологии торфа, читал на горном факультете курс «газовое дело». Проводил исследования углей, горючих сланцев, асфальтов и нефти. Стадников успел написать монографию об их генезисе незадолго до его второго ареста. Благодаря этим работам он занял ведущее место в углехимии. В 1928 г. в Питтсбурге на международном конгрессе по битуминозным углям, он, как крупнейший специалист своей области, был избран одним из членов президиума.
Тридцатые годы были очень продуктивными для Георгия Леонтьевича, в это время вышли его книги и учебники для студентов вузов «Химия угля», «Химия горючих сланцев», «Химия коксовых углей», «Ископаемые угли, горючие сланцы, асфальтовые породы, асфальты и нефти», «Анализ исследования углей». В 1927—1934 годах принимал участие в составлении «Технической энциклопедии» в 26-и томах под редакцией Л. К. Мартенса, автор статей по тематике «химия».
В Москве с 1955 по 1959 год Георгий Леонтьевич работал в Институте нефти АН СССР. В 1957 году учёный опубликовал книгу «Глинистые породы».

### Репрессии
В 1920 году учёный первый раз подвергается аресту. Из Одессы его препровождают в Москву в распоряжение ВЧК, в августе того же года был передан в Высший совет народного хозяйства с условным приговором к расстрелу и направлен в один из столичных научных институтов. В 1922 году по постановлению Правительства приговор снят.
1938 год перечеркнул все дальнейшие планы и научные поиски. Стадников был второй раз арестован 9 августа 1938 «за участие в национал-фашистской организации в Академии наук» и содержался в Бутырской тюрьме, осуждён ВК ВС СССР 22 апреля 1939 на 20 лет лагерей и 5 лет поражения в правах с конфискацией всего личного имущества с формулировкой:
 «С 1929 г. Стадников является агентом германской разведки, которую систематически снабжал секретными материалами по научно-исследовательским работам в области угля. С 1917 г. вёл активную борьбу против Советской власти. В 1936 г. вошёл в состав антисоветской террористической группы и по заданию последней проводил вредительскую работу в Институте полезных ископаемых АН СССР с целью срыва исследований в области химии угля».

Из Москвы его перевели в Ухтижемлаг, потом в Воркуту. Первоначально он выполнял общую работу, затем попал в углехимическую лабораторию комбината «Воркутауголь», где числился лаборантом.
Был освобождён через 17 лет; 11 июня 1955 года он был реабилитирован определением ВК ВС СССР в связи с отменой приговора «по вновь открывшимся обстоятельствам» и прекращением дела «за отсутствием состава преступления».
Умер 18 ноября 1973 года.

## Научная деятельность
Свою научную деятельность Стадников начал в области изучения органической химии, в частности с исследований азотистых соединений, явлений диссоциации и ассоциации. С 20-х годов Г. Л. Стадников целиком посвятил себя себя изучению горючих ископаемых. Объектом его исследований были ископаемые угли, торф, горючие сланцы, асфальтовые породы и нефть. Немало он занимался разработкой методов анализа горючих сланцев и углей, критически подошёл к результатам, полученным современными ему физико-химическими методами.
Главная цель Г. Л. Стадникова ― исследование химии превращения органических веществ в течение геологических периодов: исследование структуры захороненного органического вещества, процессов фоссилизации вместе с геологическими условиями исходного биологического вещества.
Особое место в работах Г. Л. Стадникова занимают сапропелиты, в том числе горючие сланцы. По мнению Г. Л. Стадникова, образование сапропелитов происходило в пресноводных и слабосолёных бассейнах за счёт различных микроводорослей, богатых жирами. На дне водоёма нестабильные составляющие разлагаются (метановое брожение), жиры гидролизуются, кислоты окисляются и полимеризуются.
Многие свои идеи Г. Л. Стадников сформулировал на основе наблюдений за процессами фоссилизации в природе на озере Балхаш. Балхаш является одним из тех немногих мест, где ещё в начале настоящего столетия можно было видеть последовательное превращение планктона в осадок на дне озера, который затем выбрасывался волнами на берег, и здесь уже из него образовалось твёрдое топливо.
Исследования молекулярной структуры горючих сланцев полностью подтвердили основные положения работ Г. Л. Стадникова о ведущей роли жирных кислот и окислительных процессов при образовании топлив сапропелитового типа, в том числе горючих сланцев.
Научную работу Стадников долгие годы совмещал с преподавательской. Его лекции и доклады, излагаемые безукоризненным русским языком, неизменно привлекали большое количество слушателей и надолго оставались в памяти.
Стадников требовал практических навыков в проведении лабораторных исследований, призывал не ограничиваться лишь служебным временем, а отдавать работе все свои силы. Он говорил: Кто не познал прелести бессонной ночи, проведённой над книгой, никогда не станет настоящим учёным.

## Монографии
- Происхождение углей и нефти : Химия превращений органич. веществ в течение геол. периодов / Г. Л. Стадников. — Л., 1931 ; 2-е доп. и перераб. изд. — Л. : Госхимтехиздат, Ленинград. отд., 1933. — 223 с. ; 3-е изд. перераб. и доп. — М., Л. : Изд-во АН СССР, 1937. — 611 с.
- Химия торфа / Г. Л. Стадников. — М., Л. : 1932. — 180 с.
- Химия угля / Г. Л. Стадников. — М., Л. : ГНТИ, 1932. — 287 с.
- Химия горючих сланцев (1933)
- Химия коксовых углей / Г. Л. Стадников. — М., Л. : ОНТИ ; Госхимтехиздат, 1934. — 242 с.
- Ископаемые угли, горючие сланцы, асфальтовые породы, асфальты и нефти / Г. Л. Стадников. — М. : Глав. ред. хим. лит-ры, 1935. — 186 с.
- Анализ и исследование углей / Г. Л. Стадников. — М., Л. : Изд-во АН СССР, 1936. — 216 с.
- Самовозгорающиеся угли и породы, их геохимическая характеристика и способы опознавания / Г. Л. Стадников. — М. : Углетехиздат, 1956. — 480 с.
- Глинистые породы / Г. Л. Стадников. — М. : Изд-во АН СССР, 1957. — 374 с.
- Физические методы в исследования углей / Г. Л. Стадников. — М. : Изд-во АН СССР, 1957. — 89 с.